# Tent (muziekgroep)

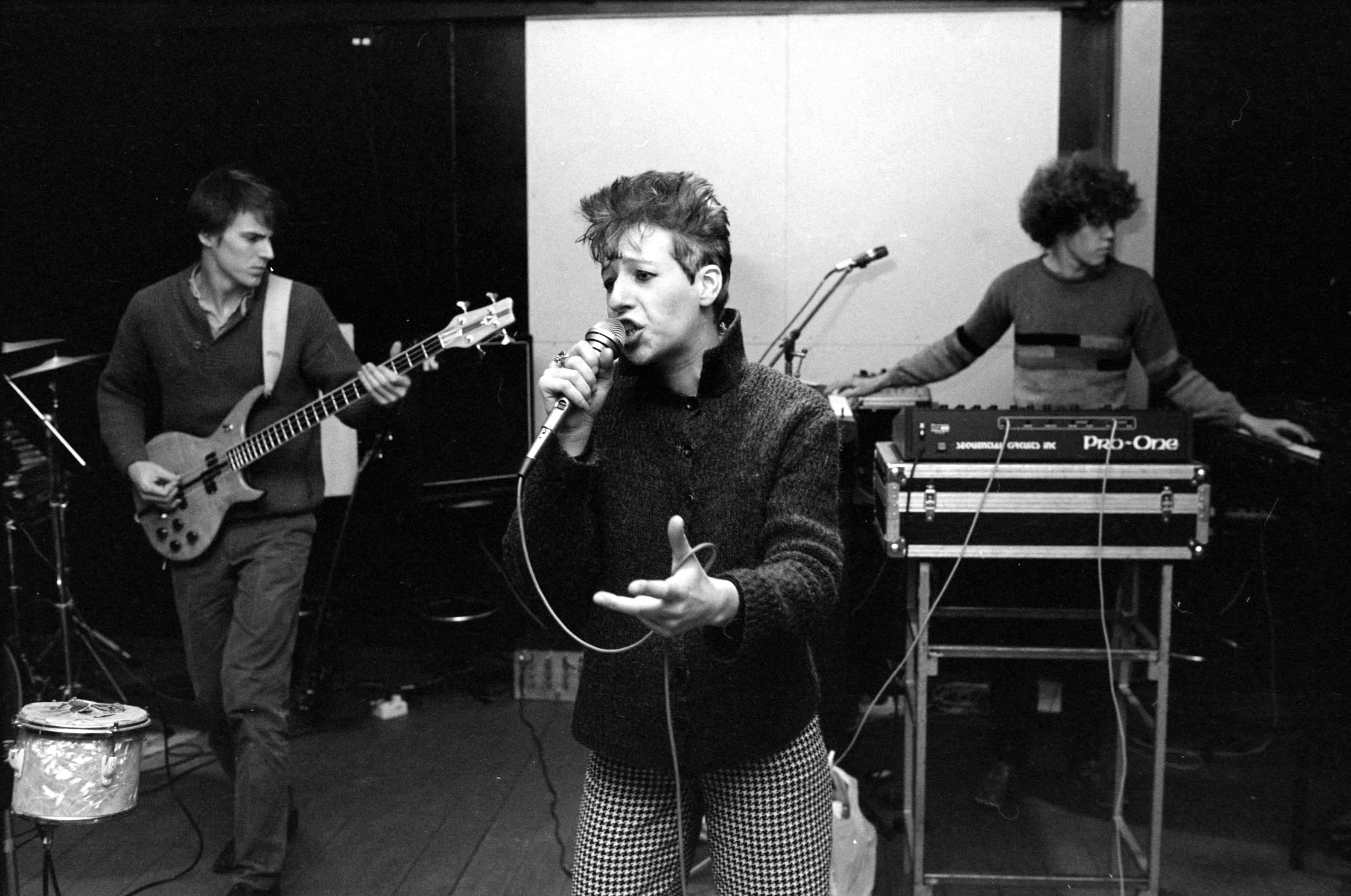
Optreden van Tent in Haarlem, 1984.

Tent was een Nederlandse muziekgroep.
De groep werd opgericht in 1981 in Kennemerland. De groep maakte melodieuze meerstemmige new wave met een grote rol voor synthesizers. Aanvankelijk speelde de groep met een ritmetape, later werd een drummer aan de groep toegevoegd. De groep bracht twee minialbums uit en drie singles en trad op voor Rocktempel (KRO) en Spleen (VPRO) en onder andere in Paradiso en op het Bevrijdingsfestival in Haarlem. 
Verder deed de groep een tournee met Mekanik Kommando en Sammie America's Mam. Drijvende kracht achter Tent was Max van Aerschot, die manager, tekstschrijver en hoesontwerper van de groep was. Frank Klunhaar was producer van de platen. In 1985 verliet zangeres Anja Biemold de groep. De overige leden van Tent werken in 1986 nog mee aan het album La Grande Parade, een initiatief van Henk Hofstede van The Nits maar daarna valt het doek definitief voor Tent.

## Bezetting
- Anja Biemold: toetsinstrumenten, zang
- Tjebbo Van Dijk: toetsinstrumenten, zang
- Karel Van Dijck: basgitaar, gitaar
- Kees Wassenaar: drums